# Rang De Basanti – Die Farbe Safran
Rang De Basanti (Hindi: रंग दे बसंती; Urdu: رںگ دے بسںتی; wörtlich: „färbe mich gelb“) ist ein Hindi-Film von Rakesh Omprakash Mehra. Er kam am 26. Januar 2006 in die indischen Kinos und war auch in Deutschland zu sehen. Am 30. Oktober 2006 erschien er in Deutschland auf DVD. Er wurde größtenteils positiv in Kritiken erwähnt und spielte am ersten Wochenende in Indien 345,5 Millionen Rupien ein. Er war Indiens Vorschlag für eine Golden-Globe- und eine Oscar-Nominierung in der Kategorie Bester fremdsprachiger Film, wurde allerdings in keinem der Wettbewerbe tatsächlich nominiert.

## Handlung
Die britische Filmemacherin Sue kommt nach Indien, nachdem sie das Tagebuch ihres Großvaters gelesen hat. Dieser hat in der britischen Armee gedient, als Indien um Unabhängigkeit kämpfte. Sie kommt nach Indien, um einen Dokumentarfilm über einige der Helden der indischen Freiheitsbewegung zu machen – Männer, wie Bhagat Singh und Chandrashekhar Azad. Mit der Hilfe ihrer Freundin Sonia sucht sie passende Schauspieler für die Rollen. Sonia stellt Sue einige ihrer männlichen Freunde vor: Daljeet alias „DJ“, Sukhi, Karan und Aslam. Obwohl sie alle studieren, leben sie ein Partyleben.
Sue überzeugt sie davon, in ihrem Film mitzuspielen. Laxman Pandey, der in einer Partei aktiv ist, stößt später hinzu. Die anderen Männer mögen ihn zu Anfang nicht wegen seines strengen hinduistischen Glaubens, seiner Abneigung gegenüber Aslam, der Muslim ist und nicht zuletzt wegen der Prinzipien seiner Partei.
Während die jungen Männer ihren Text lernen, lernen sie mehr über die Geschichte der Unabhängigkeitsbewegung (u. a. das Massaker von Amritsar) und erkennen, dass sie, anders als die Männer, die sie spielen, vor allem für sich selbst und ihren Spaß gelebt haben und Indiens Probleme ignoriert haben. Ihnen fehlt der Geist der patriotischen Selbstaufopferung.
Gerade als sie einige höhere Ideale zu formen beginnen, müssen sie mit einer Tragödie in ihrer Mitte kämpfen. Sonias Verlobter Ajay ist ein indischer Air-Force-Pilot. Er stürzt während einer Übung ab und stirbt. Die Freunde erfahren, dass Ajay das Flugzeug von der Stadt Ambala wegsteuerte, um viele zivile Tote zu vermeiden, anstatt sich per Fallschirm selbst zu retten.
Die Regierung erklärt den Absturz mit menschlichem Versagen und Fahrlässigkeit des Piloten, aber Sonia und ihre Freunde wissen, dass Ajay ein erfahrener Pilot war und dass in letzter Zeit viele MiGs abgestürzt sind – zu viele, als dass es sich um „menschliches Versagen“ handeln könnte. Sie finden heraus, dass der Absturz die Schuld des korrupten Verteidigungsministers war, der einen Vertrag für billige, fehlerhafte Ersatzteile unterschrieben hat.
Die Gruppe beschließt, friedlich gegen diese Vorgehensweise zu demonstrieren, aber die Polizei bricht ihren Streik. Aslam und Ajays Mutter werden während einer Straßenschlacht mit der auf sie einprügelnden Polizei schwer verletzt. Die jungen Männer beschließen gegen die Ungerechtigkeit einzuschreiten, genau wie ihre Helden, Bhagat Singh und Chandrasekhar Azad. Gewaltakte folgen.
Der Verteidigungsminister wird von ihnen erschossen, doch die Presse stellt sie als Terroristen dar, die im Auftrag des Auslandes gehandelt hätten. Der Verteidigungsminister wird als vollkommen unschuldiges Opfer von der Presse umtrauert.
So wie ihre Helden es ihnen zeigten, wollen sie die Wahrheit publik machen. Sie beschließen sich zu stellen und erpressen ihren Freund der eine Late-Night-Show im Radio hat, dass er ihnen die Chance gibt ihre Geschichte zu senden und später Fragen per Telefon zu beantworten. Ihre Geschichte kommt an das Volk und dieses zeigt Willen die Umstände zu ändern.
Durch das brutale Vorgehen der Polizei kommen alle der Jungen um. Doch nicht nur Protagonist DJ und seine Freunde, sondern auch Laxman Pandey, dessen politische Ansichten sich durch die neu gewonnenen Freunde geändert haben. Nur die beiden Mädchen Sonia und Sue bleiben mit ihrer Trauer zurück.

## Musik
| #  | Titel                    | Sänger                              | Länge |
| -- | ------------------------ | ----------------------------------- | ----- |
| 1  | Ik Onkar                 | Harshdeep Kaur                      | 01:28 |
| 2  | Rang De Basanti          | Daler Mehndi, K. S. Chithra         | 06:03 |
| 3  | Paathshaala              | Naresh Iyer, Mohammed Aslam         | 03:40 |
| 4  | Tu Bin Bataayein         | Naresh Iyer, Madhushree             | 05:57 |
| 5  | Khalbali                 | A. R. Rahman, Mohammed Aslam, Nacim | 06:19 |
| 6  | Khoon Chala              | Mohit Chauhan                       | 03:09 |
| 7  | Paathshaala (Be A Rebel) | Naresh Iyer, Mohammed Aslam, Blaaze | 03:09 |
| 8  | Luka Chuppi              | A. R. Rahman, Lata Mangeshkar       | 06:36 |
| 9  | Lalkaar                  | Aamir Khan                          | 02:56 |
| 10 | Rubaroo                  | A. R. Rahman, Naresh Iyer           | 04:43 |

## Kontroversen
- Der Film ist der indischen Regierung gegenüber kritisch und spricht einige politische Skandale an.[3] Indische Filme müssen von einem Zensurausschuss freigegeben werden, bevor sie gezeigt werden dürfen und die Produzenten fürchteten, dass der Ausschuss den Film nicht freigeben würde. Sie luden den Verteidigungsminister Pranab Mukherjee zu einer privaten Vorstellung des Films ein, um eine Krise abzuwenden. Der Film wurde freigeben – ob der Verteidigungsminister etwas damit zu tun hatte, ist nicht klar.

- Einige Szenen mussten entfernt werden, nachdem Tierschützer und die Lok-Sabha-Abgeordnete Maneka Gandhi protestierten. Die Szenen waren vor der Produktion gedreht worden und hatten die Zustimmung der indischen Tierschutzvereinigung (Animal Welfare Board of India) gefunden. Eines der Filmposter zeigt eine der Szenen (auf der Aamir Khan durch eine Straße reitet).

## Sonstiges
- Einige Szenen wurden im Goldenen Tempel in Amritsar gedreht. Rang De Basanti war die erste Produktion, der dies erlaubt wurde.
- Es gibt Gastauftritte des indischen Rappers Abhinav Singh (alias Abs-T), des Models Mandira Singh und des britischen Regisseurs Mousir Syed.